# D-Frag!
D-Frag! (ディーふらぐ!, Dīfuragu!) aussi connu sous le titre D-Fragments est un manga écrit et illustré par Tomoya Haruno. Le manga a commencé sa prépublication dans le magazine Monthly Comic Alive des éditions Media Factory en juillet 2008. Quinze volumes tankōbon ont ensuite été publiés. Une adaptation en série télévisée d'animation par les studios Brain's Base est diffusée au Japon entre janvier et mars 2014.

## Synopsis
L’histoire nous entraîne dans la vie quotidienne de Kazama Kenji, un lycéen fier de sa réputation de voyou.
Un jour, il se voit contraint de rejoindre le club de développement de jeux du lycée.
Mais quelle que soit la réputation de bad boy qu’ont ses amis et lui, ce n’est rien comparé aux 4 filles qu’il va rencontrer au sein du club : Chitose, Sakura, Minami et Roka.

## Personnages

### Personnages Principaux[1]
- Kenji Kazama (風間 堅次, Kazama Kenji?)[2] est un petit délinquant qui rejoindra à son insu le club de développement de jeux après que lui et son groupe aient été vaincus par les membres du club qui étaient à la recherche d'un dernier membre.  Kenji développera finalement une certaine complicité avec les filles du club et se laissera prendre de plus en plus facilement à leurs jeux.
- Roka Shibasaki (柴崎 芦花, Shibasaki Roka?)[3] a toujours été mise à l'écart par la majorité de ses camarades de classe à cause de sa personnalité étrange. En effet, celle-ci aime recouvrir la tête de certaines personnes à l'aide de sacs. Elle est membre du club de développement de jeux et en est même la présidente. Roka a créé ce club après avoir quitté l'autre "club de développement de jeux" dont la présidente est Takao car sa personnalité effrayait les autres et elle ne le supportait plus. Elle prétendra que son élément est le feu avant d'avouer qu'il s'agit de l'obscurité.
- Chitose Karasuyama (烏山 千歳, Karasuyama Chitose?)[4]  s'en recouvre souvent les poings avant de frapper. Son élément est la terre.  Elle est l'impitoyable présidente du conseil des étudiants, respectée et crainte par l'ensemble des étudiants.  Elle est aussi membre du club de développement de jeux. C'est une amie d'enfance de Roka. Elle veille sur elle et ne supporte pas de la voir se faire isoler par le reste des élèves.
- Sakura Mizukami (水上 桜, Mizukami Sakura?)[5] est un membre du club de développement de jeux. Son élément est l'eau. Elle force ses ennemis à en boire en grande quantité, jusqu'à ce qu'ils ne puissent plus en avaler et qu'ils s'écroulent par terre.
- Minami Ōsawa (大沢 南, Ōsawa Minami?)[6]  est enseignante. C'est elle qui supervise le club de développement de jeux.  Son élément est la foudre. Elle utilise un "stun gun" (arme de la même famille que le taser).  Elle passe le plus souvent son temps à dormir.
- Hachi Shiō (子王 八, Shiō Hachi?) [7]est un jeune et beau garçon qui fait aussi partie du Club de Développement de Jeu.  Il aime Roka depuis longtemps, même si celle-ci s'en contrefiche. À cause de cela, il est devenu un peu pervers et ne pense qu'à la jeune fille.  Il est très populaire au sein de l'école et est un riche héritier, ce qui valorise sa popularité.
- Takao (高尾, Takao?)[8]  est une fille passionnée par les jeux vidéo. Elle avait créé le premier club de développement de jeux mais à la suite de quelques incidents, son club n'avait plus assez de membres et son existence s'en est trouvée menacée. Chitose s'en est pris à son club après que Roka l'ai quitté car elle était mise à l'écart à cause de sa personnalité étrange. Chitose croyait que Takao ne se préoccupait pas de Roka alors, qu'au contraire, hormis le fait que Takao en veuille à celle-ci pour avoir mené à la destruction de son club, elle s'inquiète en fait beaucoup plus pour sa vie sociale.
- Funabori (船堀, Funabori?)[9] est une jolie jeune fille, très populaire au sein de son lycée. Elle est dans la même classe que le protagoniste et semble avoir un faible pour lui, depuis sa première rencontre avec celui-ci.  Elle est très timide mais elle adore rendre service aux gens, ce qui fait d'elle une fille respectée de tous.
- Noe Kazama (風間 之江, Kazama Noe) [10] est la sœur du protagoniste. C'est une fille assez peureuse qui se fait beaucoup trop d'illusions. Elle aime beaucoup son frère mais le trouve parfois idiot.  Sa rencontre avec Takao sera fracassante car elle sera blessée par sa poitrine imposante.

### Personnages secondaires[1]

#### Vrai Club de Développement du Jeux
- Tsutsumi Inada (稲田 堤, Inada Tsutsumi)[11] est une jeune femme portant des lunettes, qui fait partie du vrai Club de Développement de Jeux.  Elle semble calme et froide mais elle est en réalité une perverse qui communique avec d'étranges gestes lorsqu'elle parle de la poitrine de sa présidente, mais elle fantasme également sur Sakuragaoka lorsqu'il s'habille en fille.
- Sakuragaoka (桜ヶ丘)[12] est un jeune garçon faisant partie du vrai Club de Développement de Jeu.  Il est souvent pris pour une fille à cause de son apparence. Le protagoniste ne sait d'ailleurs toujours pas que celui-ci est un garçon.
- Yamada (山田)

#### Le Gang de Kazama
- Ataru Kawahara (河原 中, Kawahara Ataru)[13] est un garçon assez étrange qui est dans la même école que Kenji. Il est d'ailleurs le vice-président et ne s'entend avec la présidente Chitose... enfin c'est ce qu'il dit, mais il semble que le jeune homme fantasme constamment sur celle-ci, ce qui nous montre sa nature de pervers. Il est un ami d'enfance du protagoniste.
- Yokoshima (横縞)
- Hiroshi Nagayama (長山ひろし, Nagayama Hiroshi)

#### Ancien conseil des élèves
- Tama Sakai (境 多摩, Sakai Tama)[14] est une étudiante de troisième année. Elle était présidente du conseil des étudiants et Chitose la considère comme sa rivale. Tama défiera le club de développement de jeux.
- Azuma Matsubara (松原 東, Matsubara Azuma)[15] est une amie d'enfance de Tama et Shinsen.  Elle est très discrète et calme, mais elle souhaite aussi se venger car elle faisait partie de l'ancien Conseil des Étudiants, dans lequel elle était trésorière.
- Shinsen (神泉) [16] est une jeune fille qui fut autrefois la secrétaire du Conseil des Étudiants.  Elle est en 3ème année et est surnommée "Geroko" car elle a vomi sur le podium lors de la cérémonie d'entrée.  C'est une amie d' enfance de Tama.

## Manga
D-Frag! (ディーふらぐ！) est un manga créé en 2008 par Tomoya HARUNO. D-Frag! est classé dans la catégorie Seinen et a d'abord été prépublié dans le magazine Comic Alive.

### Liste des volumes
| no | Japonais          | Japonais          |
| no | Date de sortie    | ISBN              |
| -- | ----------------- | ----------------- |
| 1  | 23 février 2009   | 978-4-04-066806-2 |
| 2  | 23 octobre 2009   | 978-4-04-066807-9 |
| 3  | 27 juillet 2010   | 978-4-04-066808-6 |
| 4  | 23 février 2011   | 978-4-04-066809-3 |
| 5  | 22 décembre 2011  | 978-4-04-066810-9 |
| 6  | 23 octobre 2012   | 978-4-04-066811-6 |
| 7  | 10 août 2013      | 978-4-04-066812-3 |
| 8  | 21 décembre 2013  | 978-4-04-066146-9 |
| 9  | 23 septembre 2014 | 978-4-04-066848-2 |
| 10 | 30 septembre 2015 | 978-4-04-067803-0 |
| 11 | 22 octobre 2016   | 978-4-04-068587-8 |
| 12 | 23 août 2017      | 978-4-04-069441-2 |
| 13 | 23 août 2018      | 978-4-04-065052-4 |
| 14 | 23 août 2019      | 978-4-0406-4026-6 |
| 15 | 23 septembre 2020 | 978-4-04-065922-0 |
| 16 | 23 octobre 2021   | 978-4-04-680795-3 |

## Anime

### Liste des épisodes
| No | Titre en Français            | Titre original de l’épisode | Date de 1re diffusion |
| -- | ---------------------------- | --- | --------------------- |
| 1  | Pas de traduction officielle | 風間一派だ! Kazama ippa da! (Kazama's Party)                                                                                                   | 7 janvier 2014        |
| 2  | Pas de traduction officielle | おのれニセゲーム製作部め!! Onore nise gêmu seisaku-bu me (Curse You, Fake Game Creation Club)                                                  | 9 janvier 2014        |
| 3  | Pas de traduction officielle | 府上学園フリーダム祭。通称フフ祭 Fu-jō gakuen furīdamu-sai. Tsūshō fufu-sai (Fujou Academy Freedom Festival, AKA FuF Festival)                 | 20 janvier 2014       |
| 4  | Pas de traduction officielle | あれは魔の十四楽団!! Are wa ma no jū shi gakudan! ! (They're the Band of 14 Devils!!)                                                          | 27 janvier 2014       |
| 5  | Pas de traduction officielle | 何ー!? 妹に弁当を!? Nan ̄ ! ? Imōto ni bentō o! ? (What?! Your Little Sister Makes Your Lunches?!)                                              | 3 février 2014        |
| 6  | Pas de traduction officielle | 恋の三角関係ってことですね! Koi no sankaku kankei tte kotodesu ne! (So That Means We're in a Love Triangle!)                                   | 10 février 2014       |
| 7  | Pas de traduction officielle | 汚なっーーー!! Kitana na~tsū̄̄ ! ! (That's Dirty---!!)                                                                                           | 17 février 2014       |
| 8  | Pas de traduction officielle | あのドットがよかったのに… Ano dotto ga yokatta no ni… (I Liked the Pixels...)                                                                  | 24 février 2014       |
| 9  | Pas de traduction officielle | そうだよ、あいつの妹だよ Sōda yo, aitsu no imōtoda yo (That's Right. I'm His Little Sister)                                                    | 3 mars 2014           |
| 10 | Pas de traduction officielle | タマ先輩、お久しぶり Tama senpai, o hisashiburi (Tama-senpai, Long Time No See)                                                                | 10 mars 2014          |
| 11 | Pas de traduction officielle | 秘技ってなに? Higi tte nani? (What's My Secret Move?)                                                                                          | 17 mars 2014          |
| 12 | Pas de traduction officielle | このままだと友達永遠にゼロ人だよぉ Kono mamada to tomodachi eien ni zero-rida yo ~o (At this Rate, You'll have Zero Friends for All Eternity!) | 24 mars 2014          |